# قائمة وزراء الخارجية (السعودية)
وزير الخارجية السعودي هو الشخص المسؤول عن السياسة الخارجية للمملكة العربية السعودية بصفته رئيساً للدبلوماسية الـسعودية، حيث يتم تعيينه من قِبل الملك، ويكون الوزير عضوًا في مجلس الوزراء السعودي. ومن واجبات ومهام وزير الخارجية التنظيم والإشراف على عمل وزارة الخارجية، والمشاركة في المفاوضات رفيعة المستوى مع الدول الأخرى، ومتابعة عمل السفارات والقنصليات السعودية في البلدان المختلفة، بالإضافة إلى متابعة شؤون الرعايا السعوديين المقيمين في الخارج. كما يكون وزير الخارجية مستشارًا للملك فيما يتعلق بالشؤون الخارجية للبلاد.
تأسَّست وزارة الخارجية السعودية من قبل الملك عبد العزيز آل سـعود في 29 رجب عام 1349 هـ / 19 ديسمبر 1930م، وهي بذلك أول وزارة أنشئت بالمملكة العربية السعودية. كان أول من تولاها الملك فيصل بن عبد العزيز،
وقد كان الملك فيصل يشغل منصب وزير الخارجية وفي نفس الوقت كان ملكاً على المملكة العربية السعودية، ويعتبر ابنه سعود الفيصل الأطول خدمة على مستوى وزراء خارجية العالم، حيث قضى حوالي 40 عاماً في شغل المنصب. بينما كان إبراهيم بن عبد الله السويل أول وزير للخارجية السعودية من خارج الأسرة الحاكمة.
أما الوزير الحالي فهو الأمير فيصل بن فرحان بن عبد الله آل سعود
أول سفارة للمملكة العربية السعودية كانت في القاهرة عاصمة مصر عام 1926م، ثم في لندن عاصمة بريطانيا عام 1930م، في عام 1936م وصل عدد سفارات السعودية 5 سفارات ثم زاد العدد إلى 18 في عام 1951م. حالياً أصبح لها أكثر من 116 سفارة وقنصلية ومكاتب تجارية ووفود.

## القائمة
هذه قائمة بوزراء خارجية الـسعودية وفترات توليهم الـوزارة منذ تأسيسها في ثلاثينيات القرن الماضي.
المصدر
| تسلسل | صورة                       | الوزير                            | بداية الفترة   | نهاية الفترة   | الحاكم |
| ----- | -------------------------- | --------------------------------- | -------------- | -------------- | --- |
| 1     | الملك فيصل                 | فيصل بن عبد العزيز                | 19 ديسمبر 1930 | 22 ديسمبر 1960 | عبد العزيز آل سعود                                                                                            |
| 2     | إبراهيم بن عبد الله السويل | إبراهيم بن عبد الله السويل        | 22 ديسمبر 1960 | 11 ديسمبر 1961 | سعود بن عبد العزيز آل سعود                                                                                    |
| 3     | الملك فيصل                 | فيصل بن عبد العزيز                | 11 ديسمبر 1961 | 13 أكتوبر 1975 | الملك فيصل |
| 4     |                            | سعود الفيصل                       | 13 أكتوبر 1975 | 29 أبريل 2015  | خالد بن عبد العزيز آل سعود فهد بن عبد العزيز آل سعودعبد الله بن عبد العزيز آل سعودسلمان بن عبد العزيز آل سعود |
| 5     | عادل الجبير                | عادل الجبير                       | 29 أبريل 2015  | 27 ديسمبر 2018 | سلمان بن عبد العزيز آل سعود                                                                                   |
| 6     | إبراهيم العساف             | إبراهيم بن عبد العزيز العساف      | 27 ديسمبر 2018 | 23 أكتوبر 2019 | سلمان بن عبد العزيز آل سعود                                                                                   |
| 7     |                            | فيصل بن فرحان بن عبد الله آل سعود | 23 أكتوبر 2019 | الآن           | سلمان بن عبد العزيز آل سعود                                                                                   |